# Sidecar Trial
El Sidecar Trial o Sidecartrial (en anglès: Sidecar Trials), conegut també com a sidetrial o side-trial, és una disciplina motociclista de fora d'asfalt derivada del trial, del qual en difereix pel fet que les motocicletes que s'hi fan servir han de dur incorporat un sidecar. És, doncs, un esport que es practica en parella (conductor i passatger) en comptes d'individualment com el trial clàssic, la qual cosa afecta la tècnica de pilotatge i el sistema de penalització que s'hi aplica.

## Tecnologia

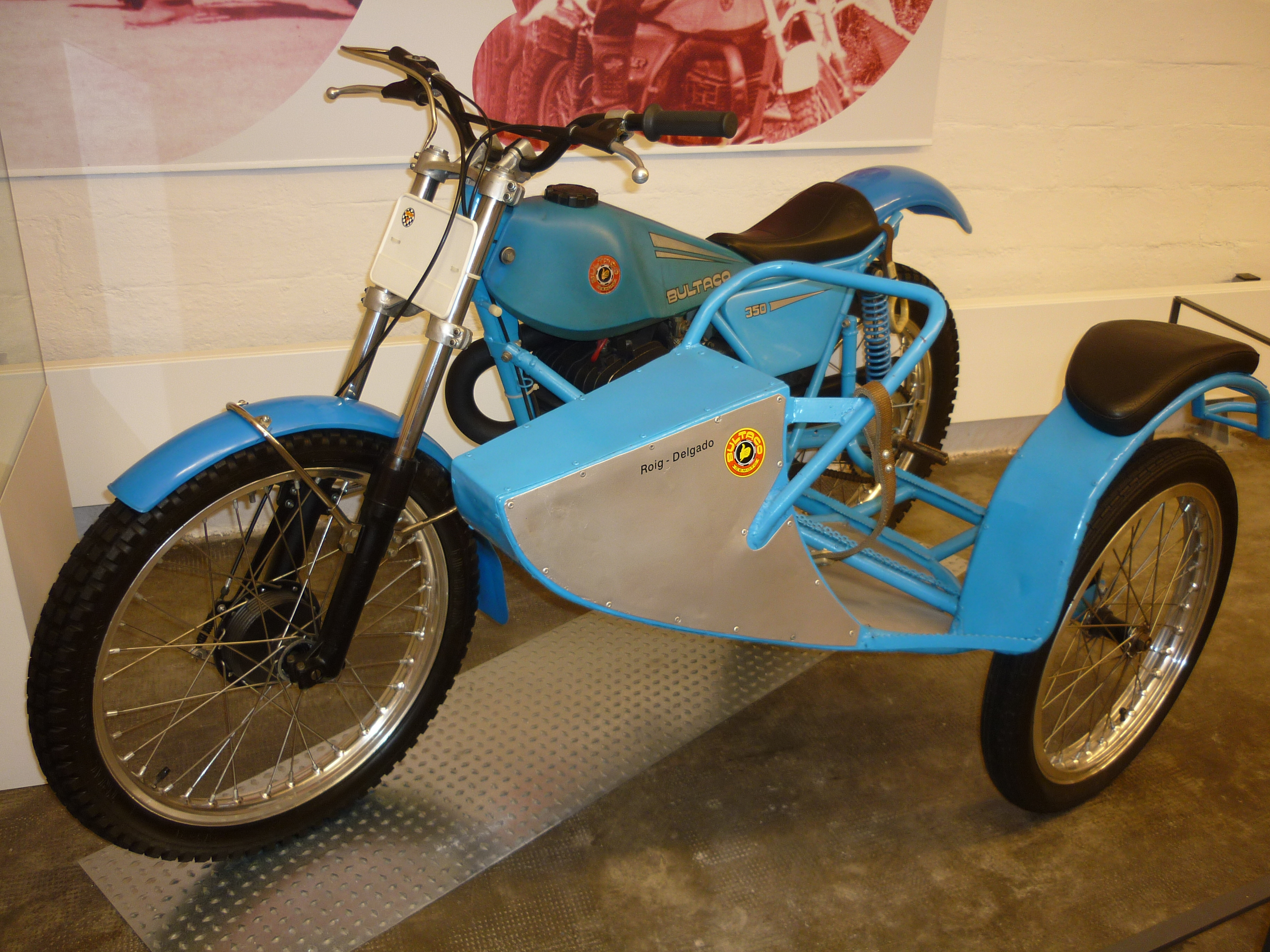
Equip basat en una Sherpa T 350 de 1980, emprat per Roig-Delgado cap als 80

El conjunt de motocicleta i sidecar, anomenat "equip", es distingeix de les motocicletes clàssiques gairebé només per la presència del sidecar, al contrari del que passa en la disciplina del Sidecarcross -per exemple- on l'equip es munta en xassís molt diferents, pensats per a suportar el pes afegit de sidecar i passatger. En sidecartrial allò que compta és la lleugeresa màxima de l'equip i, per tant, són rares les alteracions d'elements estructurals (com a molt, es poden modificar ancoratges o llargades de suspensions).
Atès que els obstacles a superar en aquesta disciplina no són tan extrems com en el trial individual, la incidència de la motocicleta no hi és tan determinant, per la qual cosa moltes parelles opten per fer-ne servir de relativament antigues. Així, al costat dels darrers models de Gas Gas, Montesa, Sherco o Beta és freqüent de veure-n'hi molts que ja no es fabriquen de fa anys -i fins i tot dècades- com ara antigues Bultaco Sherpa T blaves, OSSA TR 80 grogues, Montesa Cota 349, Suzuki Exacta o SWM Guanaco, tots ells de la dècada de 1980. L'avantatge d'aquestes motocicletes envers les més modernes és la seva simplicitat mecànica i superior robustesa, a banda d'uns motors d'alta cilindrada que segueixen oferint unes puntes de potència considerables.
D'altra banda, pel que fa al sidecar pròpiament dit, el seu disseny és totalment lliure i no hi ha cap restricció reglamentària. La roda acostuma a ser-ne llisa, sense tacs, i s'hi permet la instal·lació d'un fre. Òbviament, allò que cerquen els equips participants és aconseguir la màxima lleugeresa possible, per la qual cosa se solen fabricar amb materials que combinin robustesa amb poc de pes. Un exemple d'equip triomfador seria el que pilotaven Fidel Estrada i Pere Bou a mitjan anys 80: consistia en una Montesa Cota 348 de 1978, a la qual se li havia allargat el basculant 5 cm i se li havia incorporat un sidecar fabricat per l'antic pilot d'enduro Ramon Burés en acer T-3, amb un pes aproximat de 15 kg.

## Pilotatge

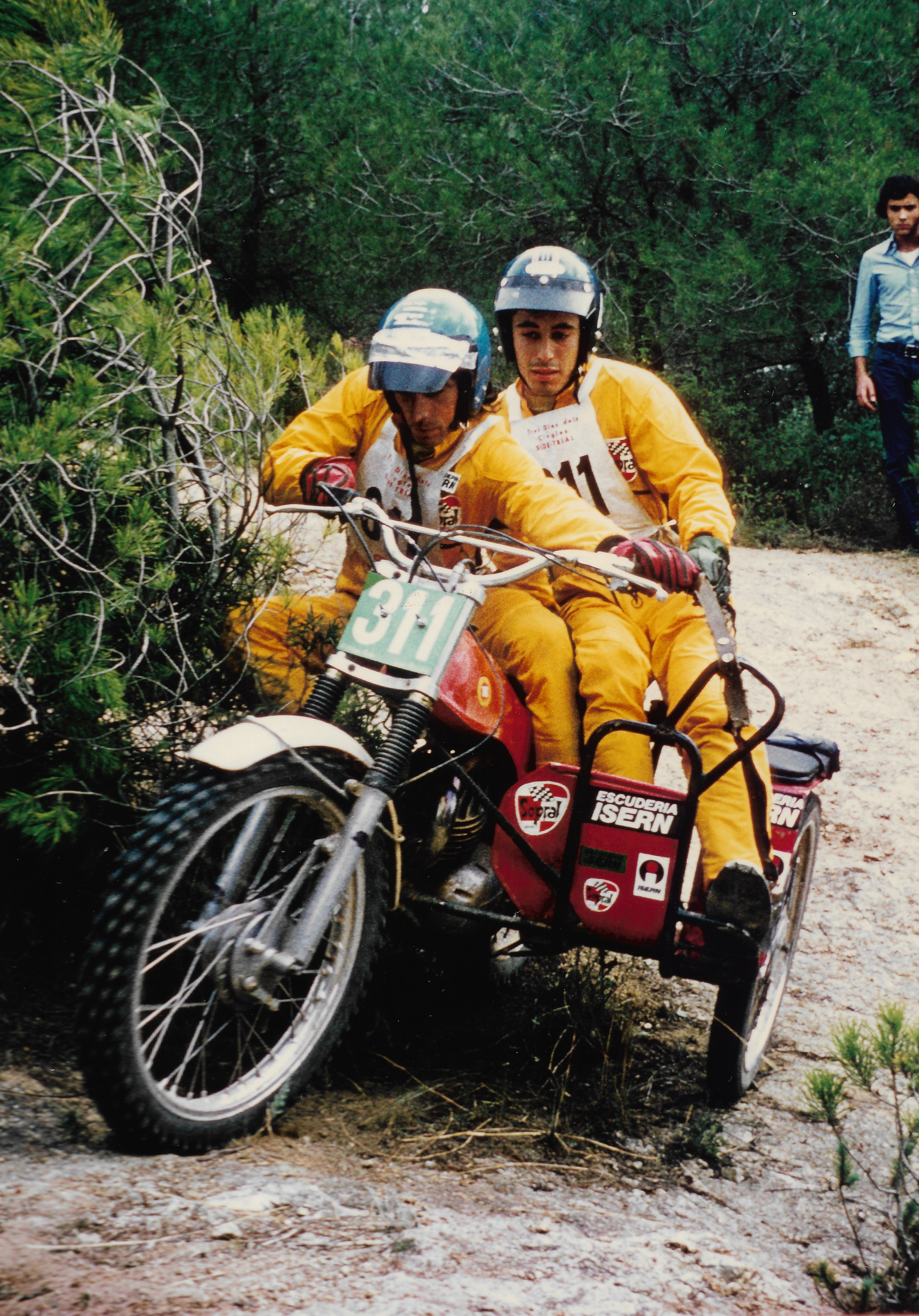
Un equip combinant esforços als Tres Dies dels Cingles (ca. 1976)

Com en tota parella l'equilibri és fonamental, de tal manera que la clau rau en el passatger, també anomenat copilot ("copi" en l'argot de la disciplina): la tècnica consisteix a procurar que el sidecar estigui com més temps millor en contacte amb el terra, però amb el menor pes possible al damunt, ja que quan aquest suporta pes es frena i gira bruscament, amb la qual cosa es pot trabucar fàcilment. El copilot sempre ha de controlar la roda davantera i la del sidecar ("side"), mentre que el pilot ha de seguir la millor traçada possible per al sidecar.
Atès que el conductor no pot maniobrar la motocicleta als girs tancats per a superar la força centrípeta, és el passatger qui ha de fer la feina i evitar que l'equip es desequilibri i tombi, movent-se contínuament en direcció a l'interior del gir. Així, als revolts del costat del passatger en el sentit de la zona, cal que aquest faci contrapès traient el cos tant com pugui del sidecar, evitant així que la tercera roda s'aixequi i es perdi adherència; als revolts del costat del conductor, en canvi, cal que el passatger es desplaci cap a la motocicleta, sovint traient el cos més enfora que el conductor i tot. A les baixades fortes, en canvi, tant el pilot com el copilot han d'endarrerir el cos tant com puguin per a evitar que l'equip s'aixequi del darrere i es trabuqui.
Tot aquest moviment fa que al passatger se l'anomeni també "el mico" en l'argot d'aquest esport.
Lògicament, tota aquesta feina en equip requereix una gran compenetració, i és per això que els millors equips de sidecar porten temps competint junts. Tanmateix, per a començar a practicar aquest esport i poder afrontar les zones amb garanties, n'hi ha prou si fa no fa amb un mes de preparació.

## Reglament
La peculiaritat d'aquesta disciplina fa que el reglament sigui sensiblement diferent del del trial individual, ja que en intervenir-hi dues persones i tres rodes s'han de considerar força més possibilitats de penalització. Les principals diferències amb el trial individual són les següents:
- Accions especials que no es penalitzen (0 punts):
  - Travessar la marca de final de zona sense tenir el motor en marxa
  - Frenar la roda del sidecar amb el fre o amb la mà del passatger
  - Restar aturat fins a un màxim de 3 segons
  - Moure la roda del davant fent saltirons sense sense retrocedir (és permès de lliscar cap enrere fins a 30 cm si la roda posterior no està girant)
  - Recolzar el conductor la planta del peu sobre la motocicleta
- Accions especials que es penalitzen amb "fiasco" (5 punts):
  - Un o els dos peus del passatger al costat oposat de la moto
  - Tenir el pilot tots dos peus al selló
  - Retrocedir amb el sidecar (tret del lliscament permès ja esmentat, de 30 centímetres amb la roda posterior sense girar)
  - Fer un gir complet traçant un cercle, travessant el recorregut de la zona
  - Tocar el passatger el terra o un mur, repenjar-se en un arbre o fer-lo servir per a donar-se impuls
  - Caure
  - Sortir-se dels límits de la zona
  - Engegar el motor dins de la zona. Això s'admet només si la moto no resta aturada més de 3 segons i el pilot l'engega sense baixar-ne

Es permet canviar el sidecar en qualsevol moment de la prova, però en aquest cas la parella haurà de començar de nou des de la primera zona de la primera volta i completar tot el trial, respectant a més a més el temps límit establert per a la prova.

### Categories
La majoria de proves d'aquesta disciplina inclouen les següents categories o classes per als equips participants, establertes en funció de la motocicleta:
- Pre 65: Aquells equips en què la motocicleta fou fabricada abans de 1965 (l'any d'entrada en escena de la Bultaco Sherpa T, fita que marcà un punt d'inflexió dins aquest esport). La BSA 441 Victor es classifica com a Pre 65 tot i haver estat fabricada més tard.
- Moderns: La resta

### Nivells de dificultat
En la majoria de proves de sidecartrial s'estableixen nivells de dificultat progressius, de manera que cada participant competeixi dins el que més s'ajusti a les seves aptituds. Els nivells més habituals són aquests:
- Experts plus
- Experts
- Clubmen
- Beginners (Principiants)

És habitual assignar a cada nivell un color (sovint del vermell al verd, com a les pistes d'esquí alpí) i marcar a cada zona que ho permeti diferents recorreguts, un per a cada color. De vegades, es marquen zones únicament per a un color o nivell de dificultat determinat.

## Competicions
El Sidecar Trial és molt popular al Regne Unit, tot i que se'n celebren proves també a la resta d'Europa i a Austràlia. El Campionat Britànic és la competició més prestigiosa de la disciplina, disputat a 10 proves amb tres nivells de dificultat: Clubman, Intermediate i Expert. El guanyador d'aquesta darrera categoria és proclamat Campió britànic de Sidecar Trial.
Darrerament, coincidint amb la revifada que ha pres l'interès per aquesta disciplina, torna a haver-hi un Campionat d'Europa oficiós.

## Història
El trial amb sidecar es començà a practicar al Regne Unit gairebé al mateix temps que l'individual. Ja durant la dècada de 1920 hi ha constància de parelles amb sidecar participant en els antics trials britànics, entre els quals els Sis Dies d'Escòcia de Trial o el British Experts Trial de 1929. Hi ha diverses proves de trial de prestigi britàniques encara vigents on els sidecars hi participen de fa anys, com ara els Dos Dies de Trial de Man, on hi ha classificacions separades per a pilots individuals i sidecars des del 1962.
Després de dècades de practicar-se només a les illes britàniques, aquesta modalitat fou adoptada també en altres països, entre els quals França on es feu força popular cap a la dècada de 1970, promoguda entre altres per Claude Coutard (pare de l'ex-Campió de França de trial Charles Coutard). Una de les millors parelles d'aquells anys era la formada pels britànics Jack Mathews (de vegades escrit Matthews) i A. Ray Armstrong, diverses vegades Campions britànics tot pilotant una OSSA MAR 250. Entre els seus rivals hi havia Arthur Lampkin i Claude Coutard.
El 1976 s'instaurà el primer Campionat d'Europa de l'especialitat (que fou guanyat per la parella Mathews-Armstrong), impulsat per l'experiència i nivell dels pilots britànics i francesos, i des d'aleshores s'anà disputant anualment fins a mitjan dècada de 1980. Aleshores el sidecartrial entrà en una fase de decandiment internacional, passant una llarga temporada en què l'interès per aquesta modalitat decaigué gairebé arreu, mantenint-se pràcticament només al Regne Unit.
Darrerament, d'ençà de començaments del segle xxi, sembla que aquesta modalitat ha revifat i torna a despertar interès en països diversos, entre els quals França, Alemanya, Itàlia i Catalunya.

### Història del Sidecar Trial a Catalunya

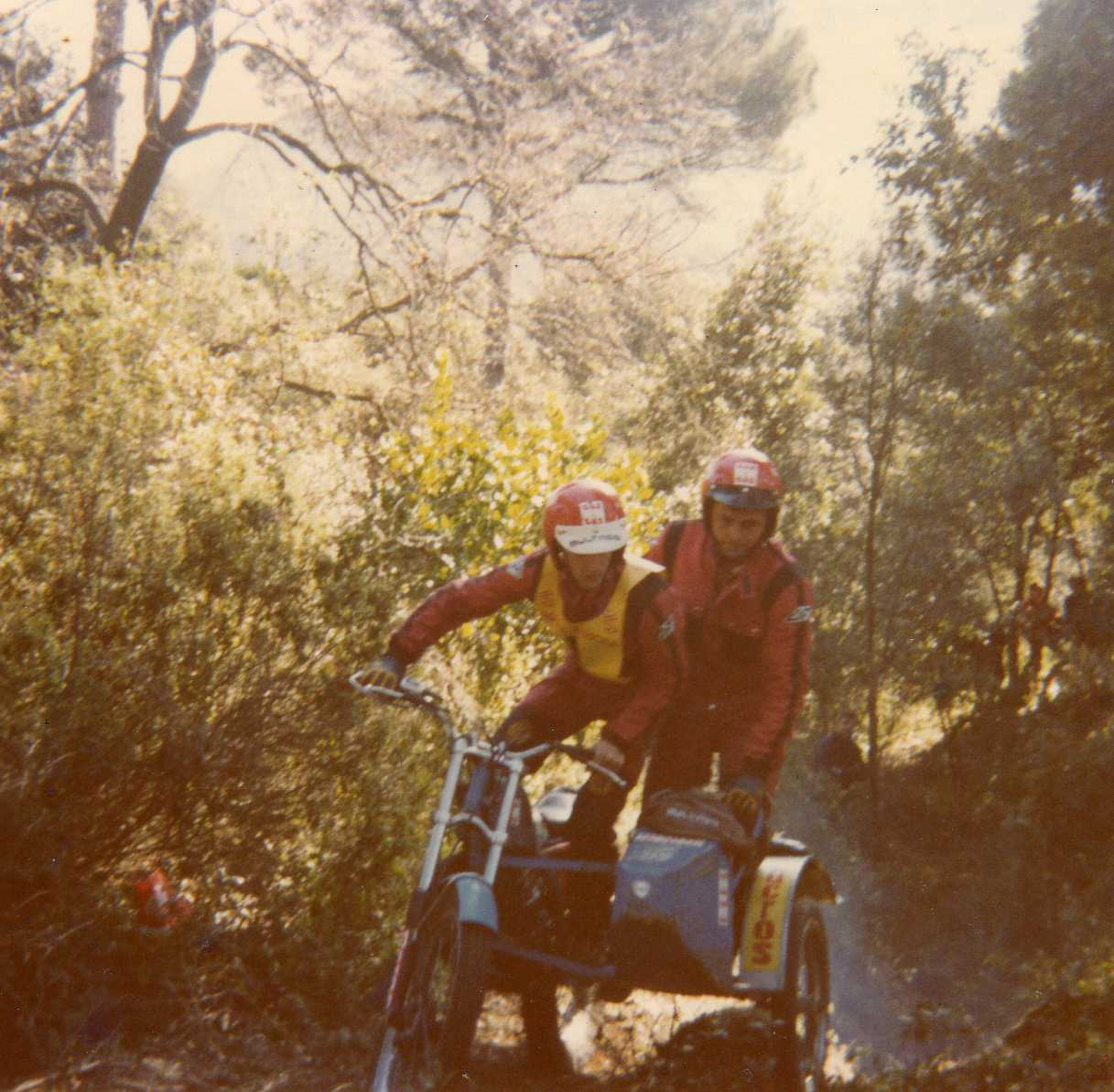
Jordi Bosch i Àlex Sibils al Side-trial d'Òrrius (1980)

L'octubre de 1975 s'organitzà a Catalunya la primera prova de side trial de la península, concretament coincidint amb l'edició d'aquell any dels Tres Dies dels Cingles de Trial, a la qual s'hi afegí la categoria de sidecars. La prova va tenir tant d'èxit que de seguida se'n van organitzar diverses més per tot el país i van començar a sorgir parelles de catalans que van arribar a fer alguna sortida a l'estranger. L'any següent, 1976, es designà el primer dels tres dies de la històrica cursa com a puntuable per al Campionat d'Europa de l'especialitat, estrenat aquell mateix any.
En vista de la bona acollida, el 1977 es va donar forma al Campionat Provincial de Barcelona de Side-Trial, amb 10 proves puntuables i, malgrat el seu títol oficial, obert a la participació de pilots d'arreu de l'estat espanyol. Aquí començà la rivalitat entre la parella formada per Ramon Tresserras i Jaume Vilar (amb una Bultaco Sherpa T 325) i la de Fidel Estrada i Pere Bou (als comandaments d'una Montesa Cota 348). Al final del Campionat la victòria fou per a la parella de Montesa.
Més tard, es creà el Campionat de Catalunya de Side-Trial, tot i que en qüestió de pocs anys aquesta disciplina desaparegué del tot. Durant la curta història de la seva activitat, però, les parelles catalanes aconseguiren nombrosos èxits internacionals, destacant-ne els Campionats d'Europa guanyats per Tresserras-Vilar el 1978 i pels gironins Jordi Bosch i Àlex Sibils el 1980 (aquests, amb una OSSA TR 80 groga).